# Изложба „Нови чланови” (2000)
Изложба „Нови чланови” се одржала у Уметничком павиљону „Цвијета Зузорић”, од априла до марта у Галерији „Сопоћанска виђења” у Новом Пазару и у априлу 2000. године у Галерији Центра за културу „Градац” у Рашки.

## Излагачи

### Сликари
1. Никола Божовић
2. Вера Вечански
3. Светлана Волиц
4. Светлана Микашиновић Вујадиновић
5. Алина Гадомски
6. Јован Глигоријевић
7. Александра Граовац
8. Ивана Драгутиновић
9. Љиљана Златковић
10. Ирена Илијев
11. Јелена Јелача
12. Драга Јовановић
13. Зоран Јовичић
14. Марија Габрић Карловић
15. Зоран Качаревић
16. Жолт Ковач
17. Славко Крунић
18. Драган Маркус Марковић
19. Николета Марковић
20. Владимир Маркоски
21. Небојша Милошевић
22. Катарина Мијатовић
23. Мићо Митић
24. Јелена Мишковић
25. Борислав Нановић
26. Радисав Насковић
27. Владимир Николић
28. Небојша Николић
29. Борко Петровић
30. Марина Поповић
31. Теа Поповић
32. Миљана Радојичић
33. Станиша Радојловић
34. Владан Ранђеловић
35. Наталија Симеоновић
36. Татјана Симић
37. Катарина Софронић
38. Наталија Спасојевић
39. Неда Стаматовић
40. Вера Станишић
41. Небојша Стојковић
42. Димитрије Тадић
43. Нина Тодоровић
44. Биљана Царић
45. Јошкин Шиљан
46. Ивана Шепа

### Вајари
1. Ђорђе Арнаут
2. Ненад Бурнић
3. Зоран Вранешевић
4. Драган Јовићевић
5. Акира Маврић
6. Драгана Станковић

### Графичари
1. Наташа Абрамовић
2. Ђерђ Ереш
3. Милена Максимовић
4. Владимир Митровић
5. Бојан Оташевић
6. Ивана Салајић
7. Звонко Шостар

### Проширени медији
1. Ненад Андрић
2. Дејан Атанацковић
3. Биљана Клара Кларић
4. Наташа Милинковић
5. Наташа Теофиловић
6. Нивес Вуковић Павловић
7. Никола Шиндик